# Пильна
Пи́льна — рабочий посёлок городского типа в Нижегородской области России, административный центр Пильнинского муниципального района.
Население — 6466 чел. (2021).

## География
Расположен на левом берегу реки Пьяны (приток Суры). Железнодорожная станция Горьковской железной дороги на линии Москва — Екатеринбург, в 177 км к юго-востоку от Нижнего Новгорода.

## История
Населённый пункт основан в 1698 году. Первыми жителями были ссыльные, пилившие дубовый лес (откуда и название), сплавлявшийся для нужд Казанского адмиралтейства, учреждённого Петром I в 1710 году. Упоминался в межевых книгах (в период царствования Екатерины II) под названием Пиловальный Завод.
В 1703 году в Пильне была возведена деревянная церковь клетского типа, впоследствии освященная в честь Похвалы Пресвятой Богородицы. Как пишет М. Куроптев, после этого события Пильна стала селом. М. Куроптев отмечает, что население села оказалось незначительным,
«ибо после пуска обеих пиловальных машин жить остались здесь лишь те, кто обслуживал их непосредственно. Рубкою же деревьев и доставкою их на место для переработки занималось все окрестное население по раскладу на двор посезонно. В 1720 г. к заводам было приписано более 400 человек. С годами срубленная спешно в Пильне церковь обветшала, и в мае 1727 года „села Пиловальных заводов управитель Петр Семенов, сын Дружинин“, писал Нижегородскому архиепископу Питириму, что „глава и крыша над алтарем вся обветшала“, просил благословить „главу“ и олтарь, и церковь, и трапезу и паперть перекрыть вновь».
В 1844 году всё село вместе с храмом выгорело.
Н. Баженов в «Статистическом описании соборов, монастырей, приходских и долговых церквей Симбирской епархии по данным 1900 года» пишет:
«Храм деревянный, построен прихожанами в 1847 году, колокольня к нему в 1873 году. Престолов в нём два: главный (холодный) в честь чудотворной иконы Божией матери, именуемой „Похвала Богородицы“, и в приделе (теплый) во имя Святителя Чудотворца Николая. На кладбище есть деревянная усыпальница. Церковной земли: 1 десятина усадебной, 33 десятины пахотной и 3 десятины сенокосной. Капитал церкви 108 руб. 24 коп. Причт состоит из священника, диякона и псаломщика. Дома: у священника и псаломщика собственные, а у диякона общественный, построены все на церковной земле. Прихожан в с. Пильна (волостное правление, почтовое отделение, н.р.) в 441 двор 1420 мужчин и 1491 женщина. Есть земская школа. Ближайшие села: Можаровский Майдан в 6 верстах и Мамешево в 8 верстах. Расстояние от Симбирска 290 верст, от Курмыша 42 версты. Почтовый адрес: с. Пильна».
С 1860-х годов село Пильна стало центром Пильнинской волости Курмышского уезда Симбирской губернии.
В 1920-х годах Пильнинская волость передана в состав Сергачского уезда Нижегородской губернии и укруплена. В 1929 году волость упразднинили, а село Пильна стало центром Пильнинского района и одновременно Пильнинского сельсовета.
Статус посёлка городского типа был получен Пильной 2 марта 1964 года, тогда же был упразднен Пильнинский сельсовет.

## Население
| 1959  | 1970  | 1979  | 1989  | 2002  | 2008  | 2009  |
| ----- | ----- | ----- | ----- | ----- | ----- | ----- |
| 3889  | ↗4235 | ↗5606 | ↗7478 | ↗7866 | ↘7485 | ↘7432 |
| 2010  | 2011  | 2012  | 2013  | 2014  | 2015  | 2016  |
| ↘7333 | ↘7320 | ↘7181 | ↘7037 | ↘6940 | ↘6901 | ↘6864 |
| 2017  | 2018  | 2019  | 2020  | 2021  |       |       |
| ↘6849 | ↘6835 | ↘6809 | ↘6753 | ↘6466 |       |       |

## Экономика
Промышленность в посёлке Пильна представлена предприятиями: ОАО «Оптико-механический завод», выпускающий комплексы по обработке мясных изделий и другую технологическую продукцию, швейное предприятие ОАО «Надежда», асфальтобетонный завод, райпотребсоюз, филиал райпотребсоюза «Хлебокомбинат», а также дорожные и строительные организации.

## Культура, достопримечательности
В Пильне работают: школа №2 им. А.С.Пушкина, школа "Содружество", агропромышленный техникум, три детских сада, две библиотеки, центральная районная больница, центр детского творчества, а также центр помощи семье и детям.
В посёлке расположена действующая православная церковь в честь Николая Чудотворца, районный краеведческий музей, мемориал Славы советского народа в Великой Отечественной войне и дом культуры. Действует местная студия радиовещания.
В посёлке расположен Нифонтов источник, найденный у подножья горы в 1698 году старцем-монахом Флорищевой пустыни Нифонтом.